# Sascha Gröhl

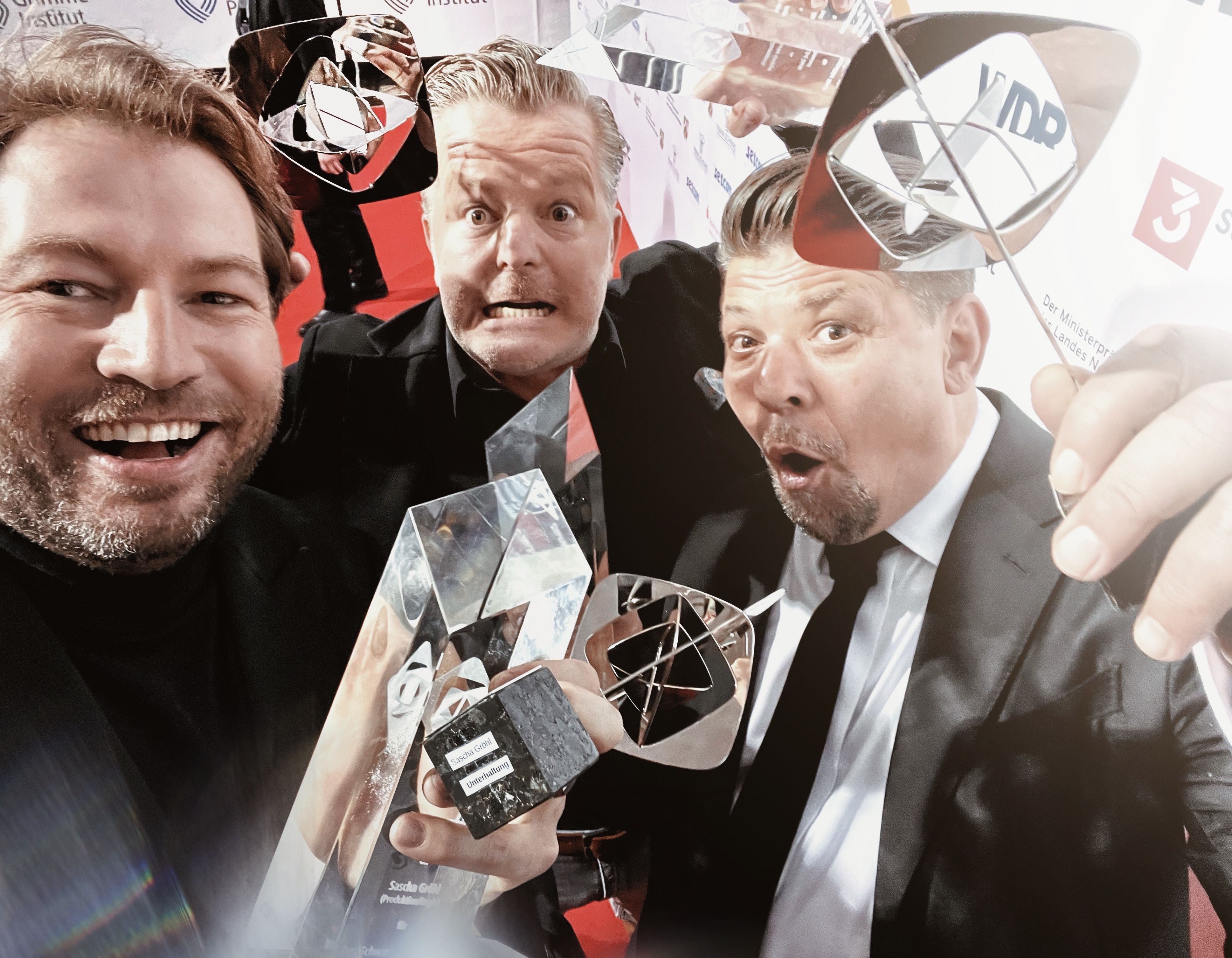
Sascha Gröhl, André Dietz und Tim Mälzer im April 2023 bei der Grimme-Preis-Verleihung

Sascha Gröhl (* 1977) ist ein deutscher Regisseur, und Filmproduzent. Seine Filmreihe Zum Schwarzwälder Hirsch – eine außergewöhnliche Küchencrew und Tim Mälzer aus dem Jahr 2023 wurde mehrfach ausgezeichnet, unter anderem mit dem Grimme-Preis. 

## Zum Schwarzwälder Hirsch
Die Dokuserie rückt eine Gruppe von Menschen mit Trisomie 21 in den Mittelpunkt und dokumentiert deren Entwicklung und Zusammenarbeit bei der Führung eines Restaurants. Unter der Mentorenschaft des Kochs Tim Mälzer und des Schauspielers André Dietz lernen und arbeiten 13 junge Erwachsene in verschiedenen Bereichen eines Gastronomiebetriebes, von der Küche bis zum Service.
Die Sendung hebt hervor, dass Menschen mit Down-Syndrom nicht auf Werkstätten beschränkt werden sollten, sondern in der Lage sind, anspruchsvolle Aufgaben zu übernehmen. Die Dokumentation wurde als einziges Unterhaltungsformat in der 59-jährigen Geschichte des Grimme-Instituts mit einem doppelten Grimme-Preis ausgezeichnet: in der „Kategorie Unterhaltung“, und sie erhielt den „Publikumspreis der Marler Gruppe“.

## Herbstresidenz
Nach dem Erfolg von Zum Schwarzwälder Hirsch entwickelte Sascha Gröhl das Format Herbstresidenz – mit Tim Mälzer und André Dietz, das 2025 auf VOX ausgestrahlt wurde. Die Dokumentarreihe begleitet Menschen mit Behinderungen, die als Alltagsbegleiter in einer Pflegeeinrichtung tätig werden, und reflektiert auf eindrucksvolle Weise Fragen nach Teilhabe, Alter und gesellschaftlichem Zusammenhalt. Die Idee zu diesem sozialen Experiment stammt von Gröhl selbst und verbindet dokumentarische Ernsthaftigkeit mit empathischem Humor. Herbstresidenz wurde im Vorfeld mit dem rheinland-pfälzischen Pflegepreis ausgezeichnet und stieß auf breite mediale wie gesellschaftliche Resonanz – als Impulsgeber für eine inklusivere Pflegekultur und als vielbeachtetes Beispiel für sozialen Wandel durch Fernsehen.

## Auszeichnungen
- 2023: Grimme-Preis „Kategorie Unterhaltung“ für Zum Schwarzwälder Hirsch
- 2023: Grimme-Preis „Publikumspreis der Marler Gruppe“ für Zum Schwarzwälder Hirsch
- 2023: Deutscher Journalistenpreis der Diakonie für Zum Schwarzwälder Hirsch[8]
- 2023: Deutscher Fernsehpreis (Nominierung), Kategorie „Beste Regie“ für Zum Schwarzwälder Hirsch[9]
- 2023: Deutscher Fernsehpreis, Kategorie „Bestes Factual Entertainment“ für Zum Schwarzwälder Hirsch
- 2023: Robert-Geisendörfer-Preis für Zum Schwarzwälder Hirsch[10]
- 2023: Blauer Panther/Bayerischer Fernsehpreis für Zum Schwarzwälder Hirsch[11]
- 2023: DAfFNE, zweifache Nominierung Kategorie „Fernsehunterhaltung“ und Kategorie „Dramaturgie/Producing“ für Zum Schwarzwälder Hirsch[12]
- 2023: Goldene Rose von Montreux: Nominierung in der Kategorie „Factual Entertainment and Reality“ für Zum Schwarzwälder Hirsch[13]

Gröhl ist seit 2023 zudem Mitglied des Jury-Boards der Rose d’Or in London, einem internationalen Fernsehpreis für Unterhaltungsformate.